# Гері Антуан Расселл
Гері Антуан Расселл (англ. Gary Antuanne Russell; 14 червня 1996) — американський професійний боксер, чемпіон світу за версією WBA (2025) у першій напівсередній вазі.

## Аматорська кар'єра
Расселл народився в сім'ї боксерів. Четверо його братів також займалися боксом. Гері Расселл-молодший був призером чемпіонату світу серед аматорів та чемпіоном світу за версією WBC.
На Олімпійських іграх 2016 Гері Антуан переміг Річардсона Гітчинса (Гаїті) та Вуттічай Масук (Таїланд), а у чвертьфіналі програв Фазліддіну Гаїбназарову (Узбекистан).

## Професіональна кар'єра
Дебютував на професійному рингу 20 травня 2017 року.
26 лютого 2022 року в бою за титул WBA Continental Americas в першій напівсередній вазі здобув перемогу технічним нокаутом над українцем Віктором Постолом.
30 липня 2022 року нокаутував ексчемпіона світу Рансеса Бартелемі (Куба).
15 червня 2024 року в бою за вакантний титул «тимчасового» чемпіона WBC в першій напівсередній вазі зазнав поразки розділеним рішенням від Альберто Пуельйо (Домініканська Республіка).
1 березня 2025 року в бою проти Хосе Валенсуела одностайним рішенням суддів завоював титул чемпіона WBA у першій напівсередній вазі.